# Runenstein

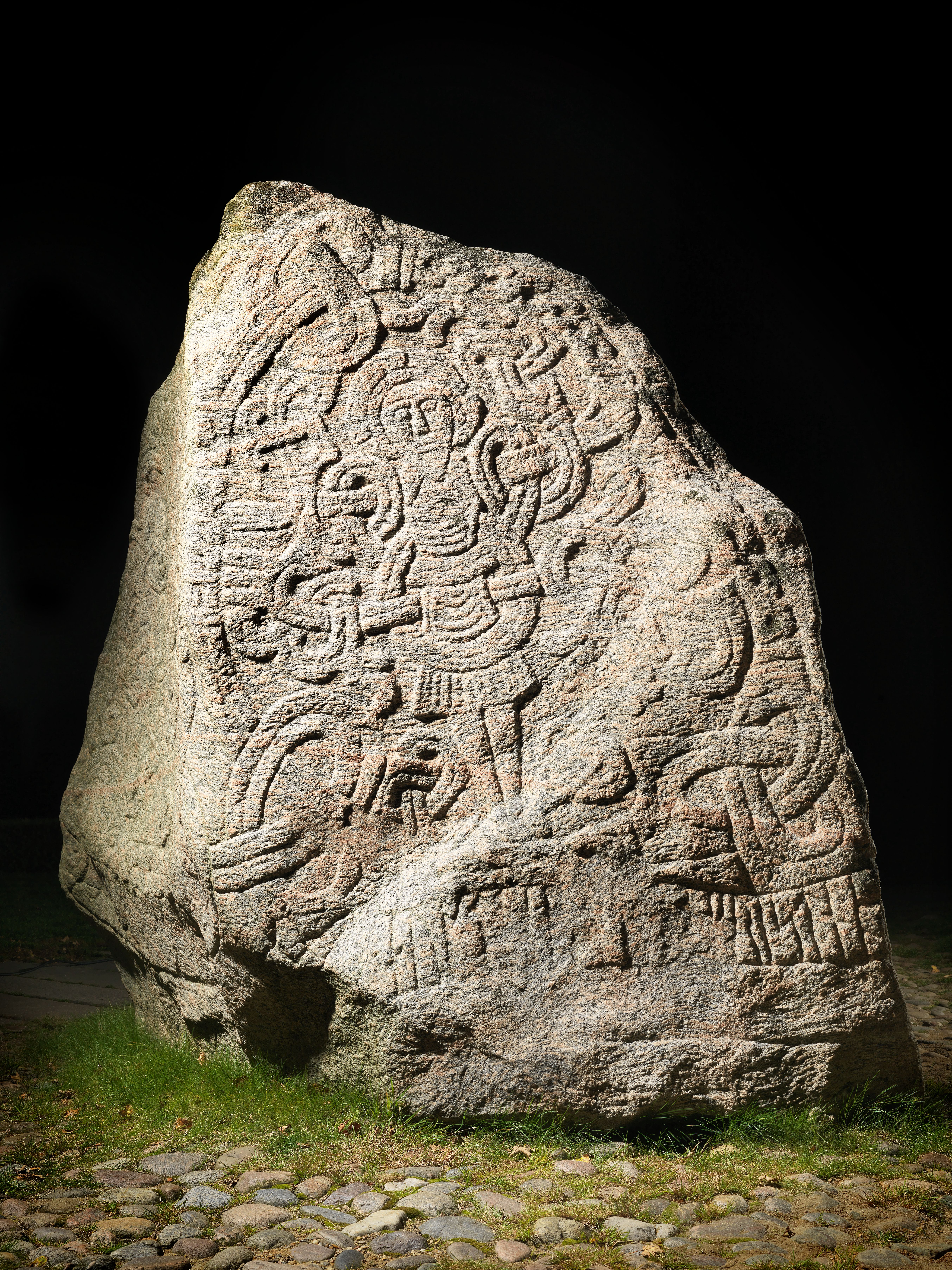
Der große Jellingstein ist ein Reliefrunenstein mit Christusdarstellung, um 960/985

Runensteine (dänisch Runesten; schwedisch Runsten; norwegisch Runestein) sind aufrechtstehende Steine, die mit Runeninschriften versehen sind. Aufgerichtet wurden diese Steine ab der nordischen Eisenzeit sowie während der Vendel- und Wikingerzeit zwischen dem 5. und 12. Jahrhundert. Sie wurden meist zur Erinnerung an Verstorbene oder Gefallene gesetzt, aber auch als Denkmäler eigener Leistungen.
Viele Runensteine sind mit Ornamenten oder Bändern verziert.
Um die 200 Runensteine sind auch mit figürlichen Darstellungen versehen, davon ungefähr 100 mit Tierdarstellungen.
Es gibt auch Ritzungen, die auf Findlingen aufgebracht wurden und in Schweden „Runenblock“ (Ramsundritzung, Runenblock von Ed, Runenblock von Sjusta) oder auf Aufschlüssen, „Runenplatte“ (schwedisch Runhäll – Runmarsvreten) genannt werden.

## Kennzeichnung
Schwedische und dänische Runensteine werden durchnummeriert. Die schwedischen sind nach Provinzen geordnet (vgl. Samnordisk runtextdatabas, z. B. Sö 111 = Södermanland 111), während die dänischen die Buchstabenkombination DK und eine Zählnummer tragen. Dabei haben auch die deutschen Runensteine von Haithabu und die Steine einiger schwedischer Provinzen (z. B. Halland und Schonen) DR-Nummern. Es kommen aber auch andere Buchstaben-Zahlen-Kombinationen vor, besonders für Neufunde. In Schweden wird unterschieden zwischen dem bearbeiteten Stein (Runsten), dem massiveren Block (Runblock) und der Ritzung (Runhäll).

Runensteine
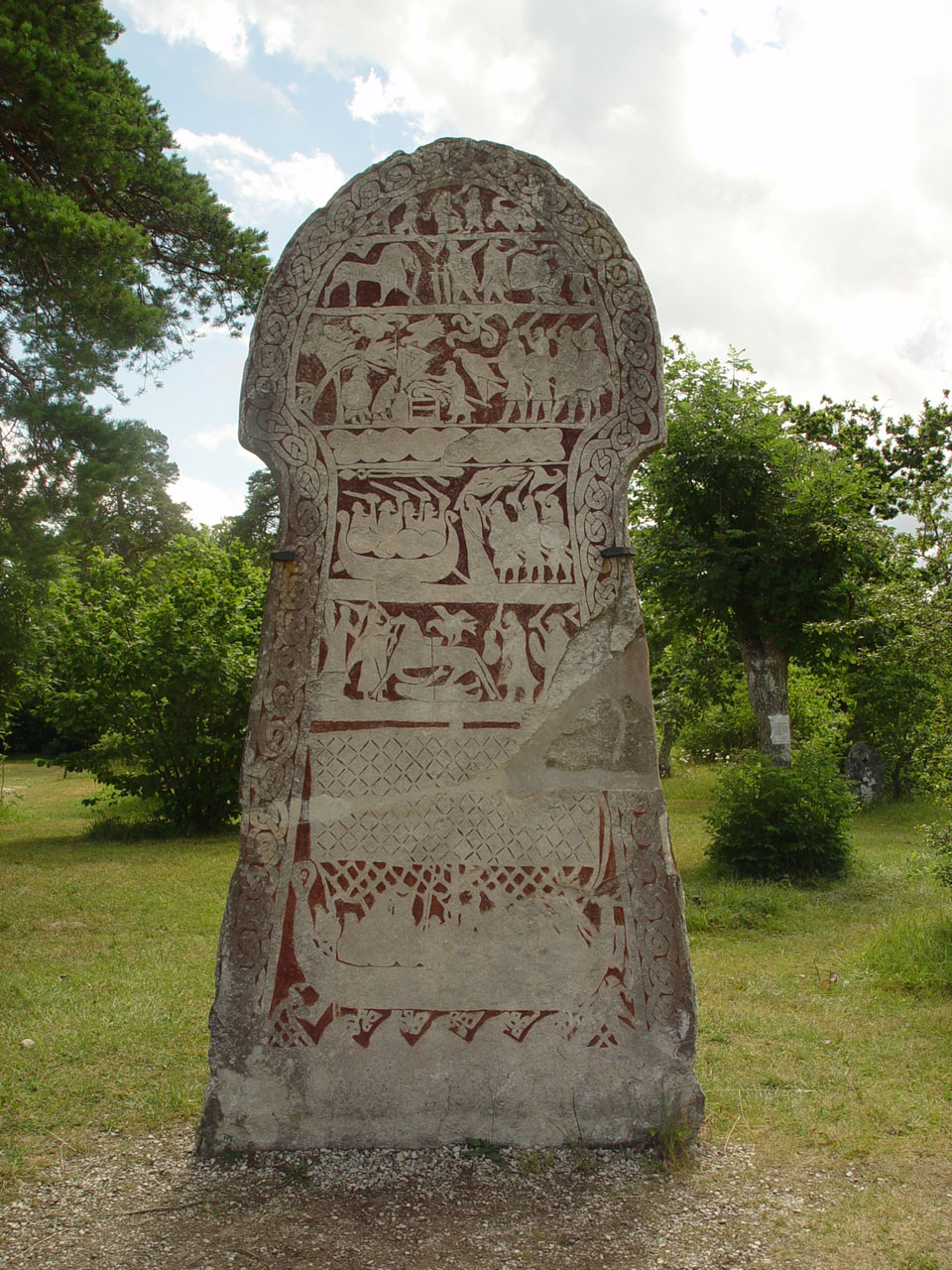
Bildstein von Stora Hammars, 8. Jhd.
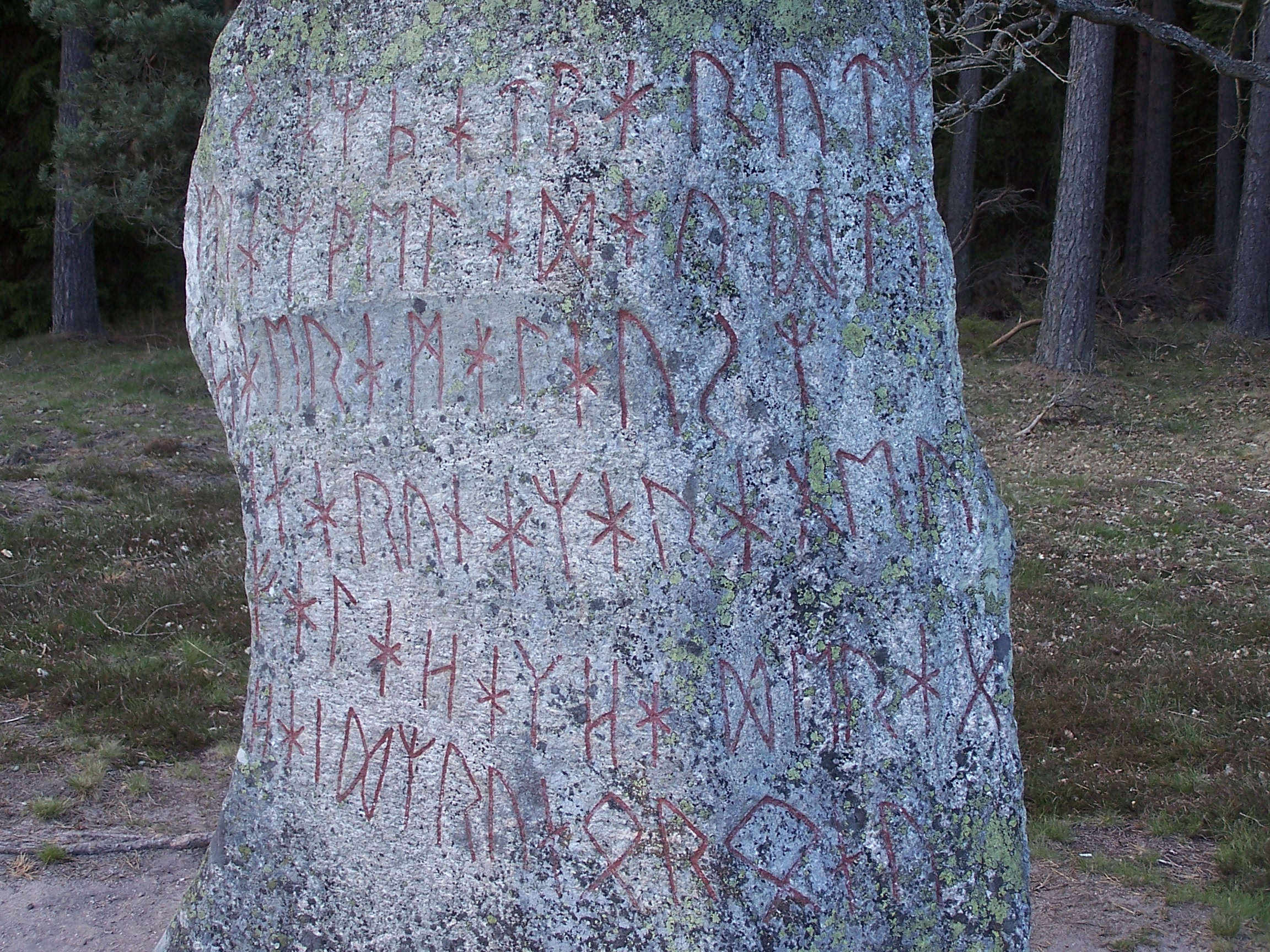
Runenstein von Björketorp, 7. Jhd.
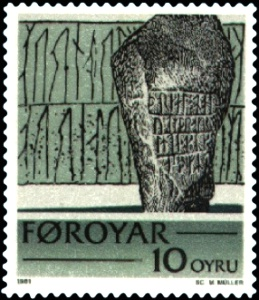
Runenstein von Sandavágur (Färöer) auf einer Briefmarke
Verbreitung von Runensteinen (pro km²) in Schweden
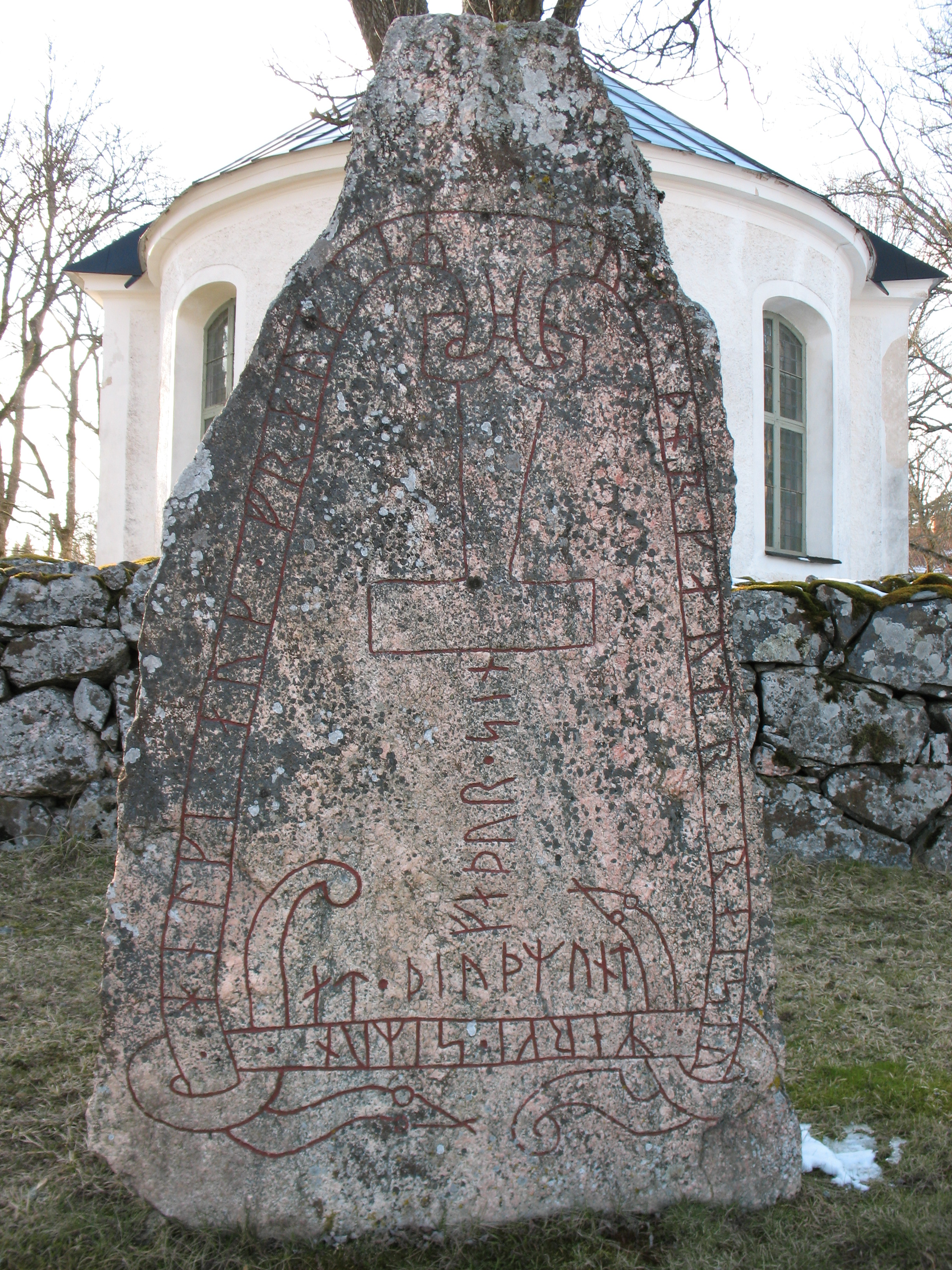
Runenstein Sö 111 mit Mjölnir an der Kirche von Stenkvista

## Forschung
Die erste schriftliche Erwähnung eines Runensteins erfuhr der Runenstein Vg 90 in einem Brief des schwedischen Königs Magnus Ladulås, der ihn 1287 als Grenzstein des Klosters Gudhem erwähnt. Die erste wissenschaftliche Abhandlung über einige Steine entstand 1554 durch die Gebrüder Olaus und Johannes Magnus. Johannes Bureus verfasste 1599 sein Runensteinbuch Runakänslones lärespån und Ole Worm schrieb seine Abhandlung Runar sea Danica Literatura antiquissima, vulgo Gothica dicta über dänische Runensteine 1651. "Bautil" ist ein runologisches Werk des schwedischen Priesters und Antiquars Johan Göransson (1712-1769) das 1750 veröffentlicht wurde. Es enthält 1173 Holzschnitte und hatte große Bedeutung für das Wissen um die heute verlorenen Runensteine und Runeninschriften.

## Verbreitung und Zeitstellung
- Der älteste bisher gefundene Runenstein, der Runenstein von Svingerud in Norwegen wird auf 1–250 n. Chr. datiert.
- Deutschlands bislang vier im Umkreis von Haithabu gefundene Runensteine stehen im Wikinger Museum Haithabu in Haddeby bei Schleswig. Ein fünfter Stein, der sogenannte Runenstein von Rogäsen in Brandenburg, konnte bislang weder entziffert noch datiert werden. Auf Wollin fand sich der Runenstein PL VK;269.[1]
- In Dänemark und Skandinavien wurden rund 3200 Runensteine gefunden, davon über 2800 in Schweden (knapp 400 auf Gotland), 267 in Dänemark (einschließlich Schleswig und Schonen), in Norwegen 133. Ein typisches Beispiel für Runensteine in Norwegen ist der Skeistein in der Telemark. Die Inschrift ist auf das frühe 11. Jahrhundert datiert. Zu diesem Stein gehörten ursprünglich drei weitere Steine. An diesem Kultort wurden bis ins 18. Jahrhundert Erntefeste abgehalten. Der Name des Steins leitet sich von “skeid” ab, was eine Zusammenkunft der Landbevölkerung zu Pferdewettkämpfen und anderen Wettbewerben bezeichnet. Der am Gräberfeld in der Nähe des Sees Tyrifjorden nordwestlich von Oslo 202q gefundene Runenstein wird auf 1–250 n. Chr. datiert und ist der wohl älteste bisher gefundene.[2]
- Über 220 Runeninschriften auf den Britischen Inseln, allerdings kaum Steine
- auf Island und den Färöern
- auf Grönland

Runensteine wurden in Norwegen und Schweden seit dem 4. Jahrhundert, in England seit dem 7. Jahrhundert, in Dänemark (37 in der Literatur als bedeutend angesehene Steine), Deutschland und auf den Färöern (3) erst im 9. Jahrhundert aufgestellt. Der Runenstein von Beresan steht in der Ukraine. Vereinzelte Steine finden sich im Baltikum, auf Grönland (Runenstein von Kingittorsuaq) und auf den Britischen Inseln außerhalb Englands.
Einiges spricht dafür, dass Runensteine zuerst im Bohuslän oder im norwegischen Østfold aufkamen, von wo sie sich nach Mittelschweden ausbreiteten. Die Verbreitungskarte stützt diese Ansicht allerdings nicht. Die Gegend hat aber eine uralte Bildertradition. Einer der wenigen mit einem Bild geschmückten eisenzeitlichen Bautasteine steht auf dem Gräberfeld von Greby. In Tune in Norwegen wurde ein Stein gefunden, der zu den ältesten gehört, die man entdeckt hat. In Schweden findet man aus den Jahrhunderten vor der Wikingerzeit sowohl Runensteine als auch kleinere Steine in Gräbern, wie zum Beispiel einen Sargstein in einem Grab bei Kylver auf Gotland, das Gegenstände aus der Zeit um etwa 400 enthielt.
Der Krogstastenen (U 1125) aus dem 6. Jahrhundert in Uppland mit einer frühen Bildritzung.
Der in den USA gefundene Runenstein von Kensington, Minnesota ist eine Fälschung.

## Form und Aussehen

### Grundtypen
Runensteine erscheinen in zwei Grundtypen:
- der „Schriftstein“ ist der ältere Typ und mit senkrechten, gelegentlich aber auch waagerechten Runenzeilen bedeckt. Berühmte Exemplare dieses Typs sind die Steine von Busdorf, Glavendrup, Karlevi oder Rök. Der Typ ist in Norwegen, Westschweden und Dänemark vorherrschend.
- der „Schlangenbandstein“,  (schwed. drakslingor; dt. Drachenschlinge), dessen Runenschrift sich vom Kopf eines Drachen oder einer Schlange über den gewundenen und verschlungenen Körper bis zum Schwanzende hinzieht, ist jünger. Er hat sein Zentrum in Ost- und Mittelschweden, von wo der Typ ausstrahlt, jedoch außerhalb Schwedens selten vorkommt. Er entwickelte sich mit dem Ringerike- und Urnes-Stil (ca. 980–1100 n. Chr.). Die Steine zeigen Darstellungen des „großen Tieres“ (schwed. det stora djuret). Prachtexemplare standen/stehen in Tullstorp, Frösön, Nasta, Hansta und Simris. Bei Steinen, die mit einem christlichen Kreuz versehen wurden, sind meist die Merkmale der Schlange (Kopf und Schwanz) weggelassen worden.

### Darstellungen und Verzierungen
Die meisten Runensteine tragen nur Inschriften (Runenstein von Ådala). Einige andere sind primär mit Reliefs (schwedisch Reliefhuggna) verziert. Meist jedoch mit Ornamenten (Schlangenband), Symbolen (Tatzenkreuz, Ringkreuz, Irisches Koppel) oder figürlichen Darstellungen (Tierdarstellungen, Menschendarstellungen) verziert (Bildsteine). Die Bilder waren mittels Farbe (rot, schwarz, weiß) hervorgehoben, die heute verblichen ist bzw. nachgemalt wurde.
Der aufwendigste unter den verzierten norwegischen Steinen ist der Runenstein von Dynna. Er ist aus rotem Sandstein voller Bildmotive im Ringerike-Stil und trägt eine Inschrift.

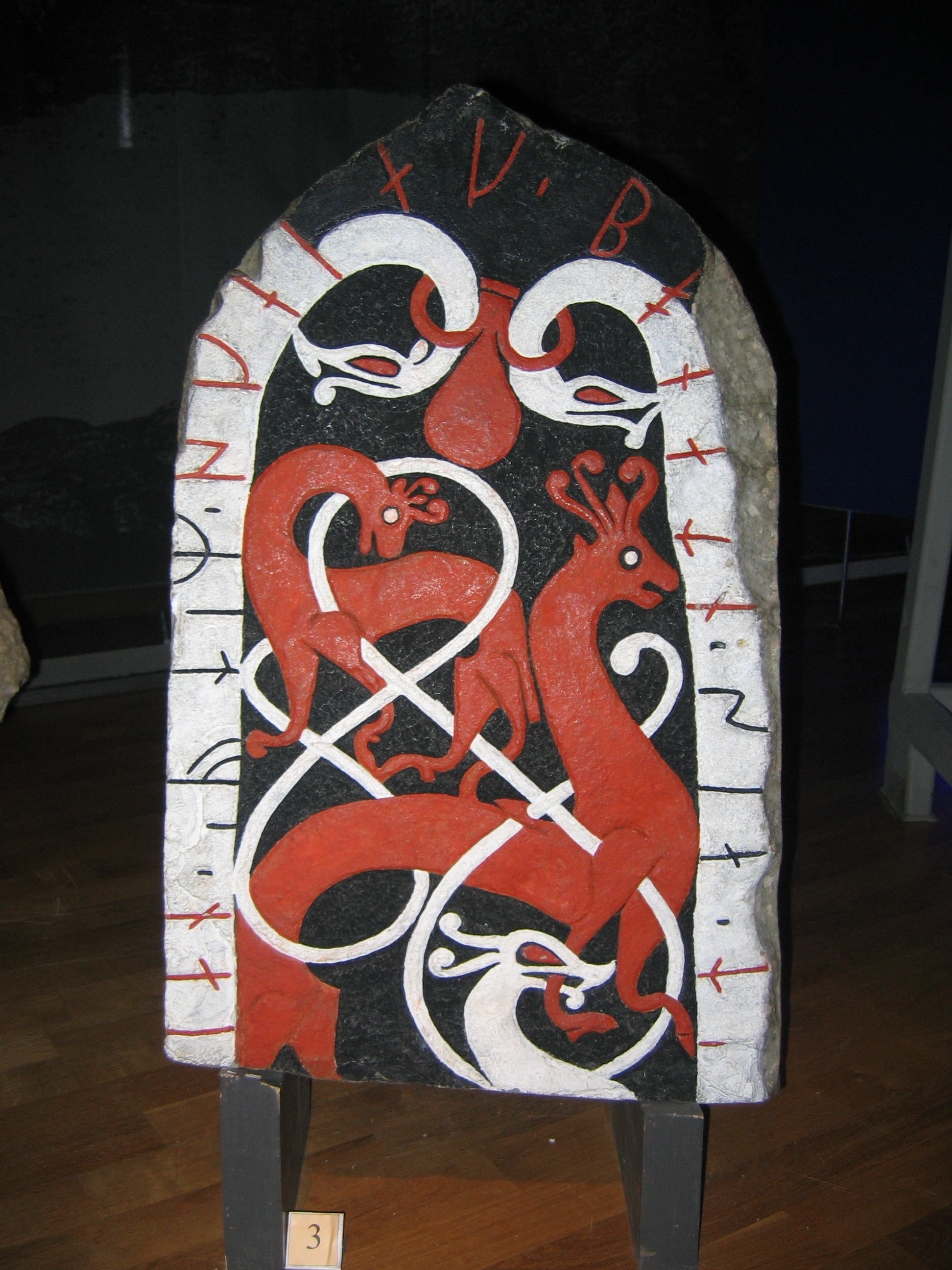
Der nachkolorierte Runenstein von Resmo – Öl Fv1911;274B
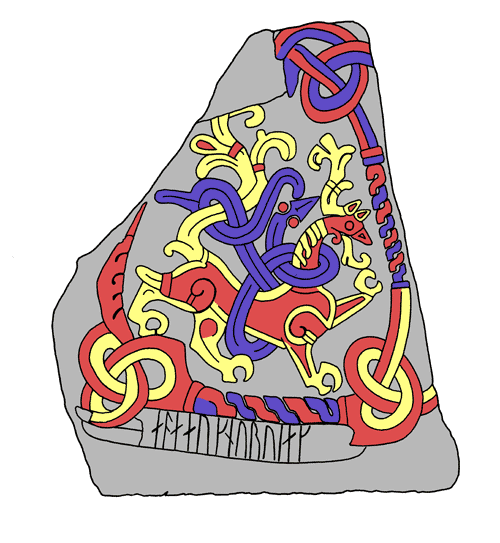
Tierdarstellung (Großer Jellingstein), um 965/980
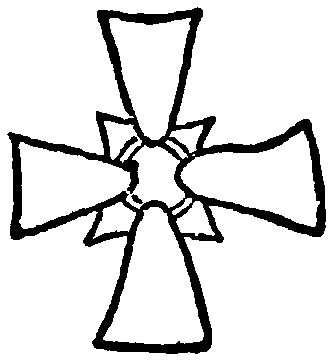
Eine Art Tatzen- und Ringkreuz

Als Maskensteine bezeichnete Bildsteine kennt man nur aus Dänemark (Århus, Sjellebro), hier sind Bilder in Findlinge geritzt, die nicht immer eine Runeninschrift tragen.

### Bildsteine auf Gotland
Die wahrscheinlich farbigen (schwarz-weiß-rot) gotländischen Bildsteine sind eine Besonderheit der Wikingerzeit; sie sind primär auf der schwedischen Insel Gotland und vereinzelt an den benachbarten Küsten und auf Öland anzutreffen. Sie zeigen menschliche Gestalten (Götter), mehrere Tierarten, magische Symbole, Wirbelräder, Ruderboote, Segelschiffe, Spiralen, mythologische Szenen und Runenbänder und sind ein Abbild der Religionsgeschichte. Am Ende erscheinen Steine mit dem griechischen-(christlichen) Kreuz.
Daneben gibt es reich verzierte Kistensteine. Die Steine von Ardre sind in Stockholms Statens Historiska Museum ausgestellt.

### Piktensteine in Schottland
In Europa gibt es noch eine zweite Gruppe von Bildsteinen, deren Bildanteil Symbole zeigt, sich aber auch aus dem Bereich der symbolhaften Darstellungen, wie sie etwa irische Kreuz- oder Pillarsteine zeigen, heraushebt, das sind die Piktensteine in Schottland.

### Größe

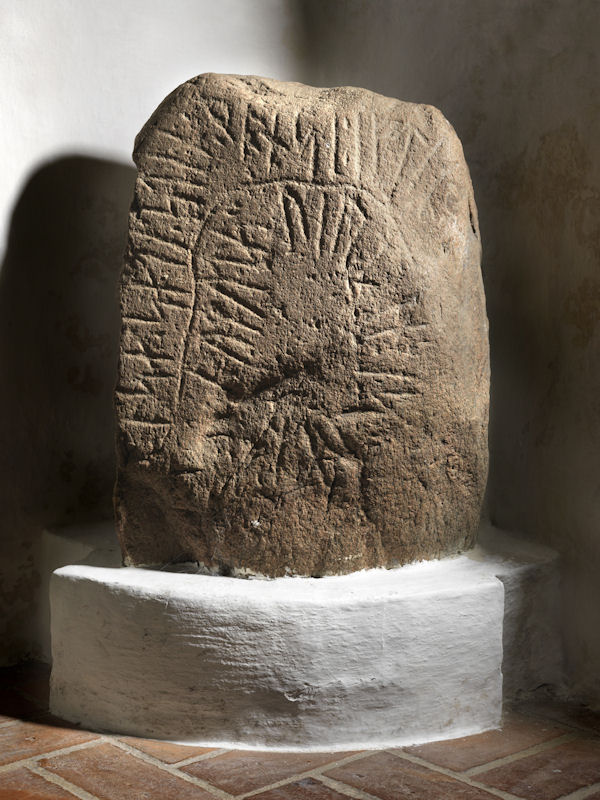
Der mit 63 cm kleinste Runenstein Dänemarks

Die größten Runensteine sind Runenblöcke, Findlinge die nach der Art von Runensteinen beschriftet wurden (Runenblock von Ed, Runenblock von Sjusta und Runenblock U 412 bei Sigtuna).
Der Runenstein von Vang (Thy) nordwestlich von Sjørring in Thy ist der kleinste Runenstein Dänemarks.
Der Runenstein mit der längsten bekannten Inschrift, rund 750 Zeichen, ist der Runenstein von Rök in Schweden. Der Runenstein von Glavendrup auf der dänischen Insel Fünen ist mit 210 Runen der Runenstein mit der längsten Inschrift in Dänemark.

## Schrifttypen
Aus der germanischen Eisenzeit und der älteren Vendelzeit liegen in Schweden mehr Inschriften mit älteren Runen vor als aus späteren Zeiten. Die meisten Inschriften treten auf Goldbrakteaten auf, doch viele auch auf Runensteinen, deren Anzahl aber nicht mit der gewaltigen Menge der wikingerzeitlicher Runensteine im jüngeren Futhark geschrieben, zu vergleichen ist. Aus der Eisenzeit und der Vendelzeit sind etwa 20 Steine mit den älteren Runen in Schweden bekannt, zu denen auch der Stein aus der Grabkiste von Kylver auf Gotland zählt. Norwegen hat etwa 30 Runenritzungen auf einzelnen Steinen, Steinen von Grabkisten und Felsen, während Dänemark keine Steine mit älteren Runen aufzuweisen hat.
Die Inschriften haben zuweilen berichtenden Charakter. Eine lange urnordische Runeninschrift findet sich auf einem Stein, der 1919 bei Rö, Otterö/Tanum in Bohuslän, entdeckt wurde. Ein ähnlicher Text ist auf einem Runenstein von Möjbro in Uppland eingeritzt.

## Inhalt
Runensteine bieten – ähnlich den römischen Grabstelen – einen Einblick in das Selbstverständnis, die Werte und Leistungen einzelner Personen, die aufgrund ihres Standes die Möglichkeit hatten, eine zumindest lokale Rolle in der überlieferten Geschichte zu spielen. Der älteste Runenstein, der noch an seinem ursprünglichen Platz steht, ist der Einangstein in Norwegen.
Man kann verschiedene Zweckbestimmungen von Runensteinen unterscheiden:
- Die Gedenksteine, die von Angehörigen oder Verehrern gesetzt worden sind,
- die Selbstdarstellungssteine, die Leistungen dessen rühmen, der den Stein gesetzt hat,
- ähnlich, aber von etwas unterschiedlichem Charakter die endzeitlichen Steine, die religiöse Leistungen von erst vor kurzem zum Christentum übergewechselten Gläubigen ansprechen; auf ihnen ist neben den Runen das christliche Kreuz zu sehen.

Ein Beispiel eines Selbstdarstellungssteines ist der Runenstein von Yttergärde (U 344) (einer der 30 England-Runensteine) nahe Stockholm. Dort schreibt ein schwedischer Wikinger über sich: ”in ulfr hafir onklati * Þru kialtakat Þit uas fursta Þis tursti * Þa ---Þurktil * Þa kalt knutr”
Übersetzt: Ulf hat in England dreimal Tributgeld erhalten. Das erste war mit Toste (Skagul Toste, einem Wikinger aus der Provinz West Götaland – Dynastie Stenkil), das zweite mit Thorkel (Torkel der Hohe, ein dänischer Jarl, der 1011 englischen Tribut erhielt) und das dritte mit Knut dem Großen.
Bemerkenswert ist auch die nicht geringe Anzahl von Steinen, die für und von Frauen gesetzt wurden. So ist der aufwendig mit christlichen Motiven verzierte Runenstein von Dynna von einer Frau für ihre Tochter errichtet worden. Aus den Inschriften der rund 3000 Runensteine, die aus Skandinavien bekannt sind, geht hervor, dass fast 12 Prozent der in Skandinavien erfassten Runensteine auf die alleinige Veranlassung von Frauen errichtet wurden, weitere 15 Prozent wurden von Frauen und deren Männern in Auftrag gegeben. Frauen verfügten also über die finanziellen Mittel, einen solchen Stein aufstellen zu lassen. Das verbreitete Bild „kompromissloser männlicher Vorherrschaft“ bei den Wikingern ist angesichts dieser Fakten zu korrigieren.

## Runensteine über Fahrten in andere Länder
Viele Runensteine aus dem 9. bis 11. Jahrhundert berichten über Fahrten von Wikingern bzw. Warägern in viele Teile Europas: in die Kiewer Rus, ins Byzantinische Reich, nach England und in andere Gebiete.
Waräger-Runensteine
- Ost-Runensteine: 14 Steine berichten über Fahrten nach „dem Osten“. Der Kälvesten von Västra Stenby in Östergötland stammt aus der ersten Hälfte des 10. Jahrhunderts. Er ist der vermutlich älteste dieser Steine und berichtet, dass Stig das Denkmal für seinen Sohn Öyvind, der im Osten gefallen ist, errichtete.
- Gardarike-Runensteine: Einige Steine berichten von Fahrten nach Gardarike (Kiewer Rus). Der Runenstein von Beresan steht in der Ukraine.
- Ingvar-Runensteine: 26 Runensteine berichten vom Heerzug Ingvars, der sich offenbar an der Schlacht von Sasireti beteiligte und 1041 mit fast allen seinen Männern umkam.
- Serkland-Runensteine: Vier davon befassen sich mit Serkland (Georgien).
- Griechenland-Runensteine. 30 Runensteine berichten über Waräger, die im Byzantinischen Reich waren, als Krieger oder als Mitglieder der Warägergarde des byzantinischen Kaisers. Der wichtigste von ihnen ist der Runenblock von Ed, der von einem Befehlshaber der Garde gestiftet wurde.
- Italien-Runensteine: Vier Runensteine erwähnen Krieger, die in Italien in byzantinischen Diensten starben.
- Ostsee-Runensteine: Einige Runensteine sind Personen im Baltikum gewidmet, die in Finnland, Estland oder Lettland waren.

Wikinger-Runensteine
- England-Runensteine
- Hakon-Jarl-Runensteine

Weitere Steine erwähnen Aufenthalte in
- Jerusalem („Jursalir“)
- Rumänien

## Runensteine

Runensteine
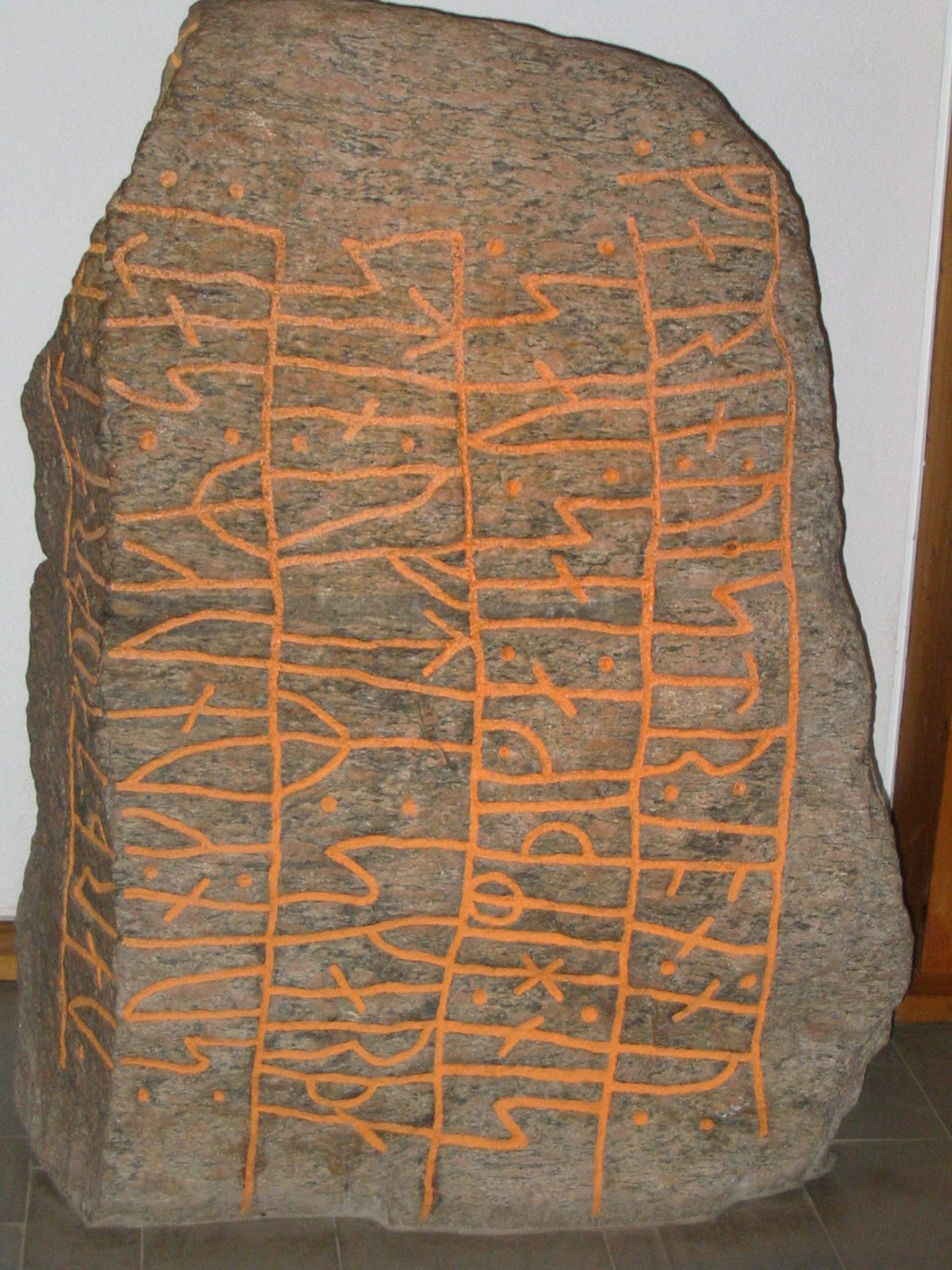
Skarthestein in Haithabu (Schleswig-Holstein)
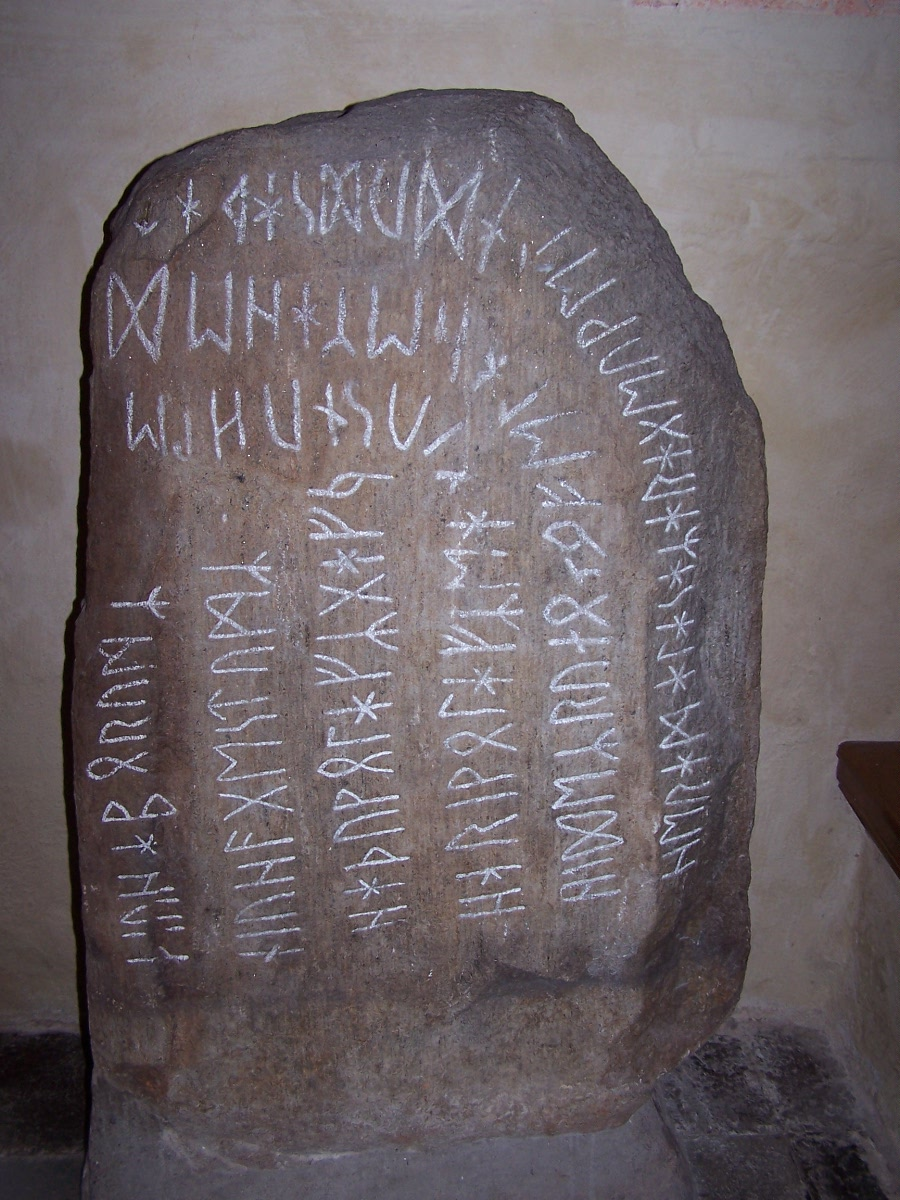
Stentoftestein in der Sankt Nicolai Kirche, Sölvesborg (Schweden)
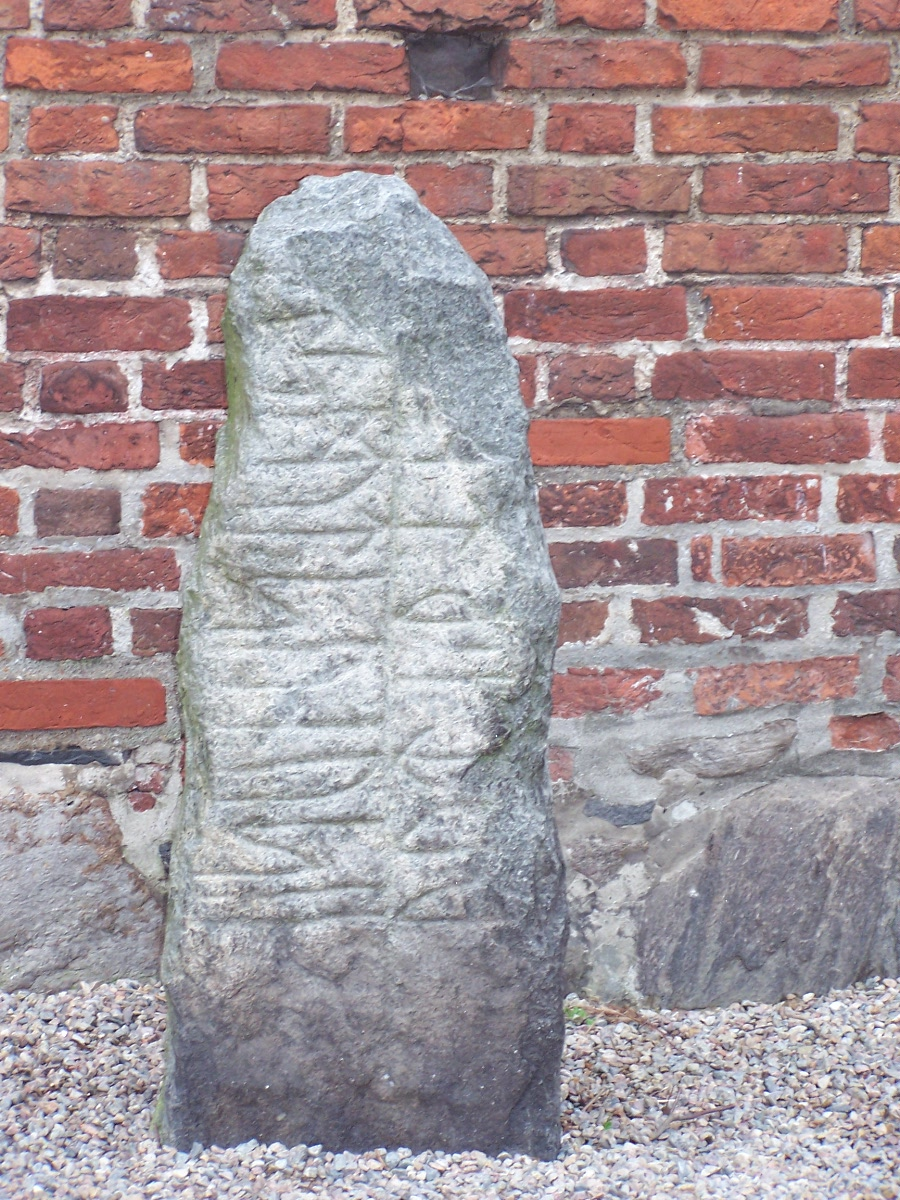
Runenstein DR 356 vor der Nikolaikirche in Sölvesborg
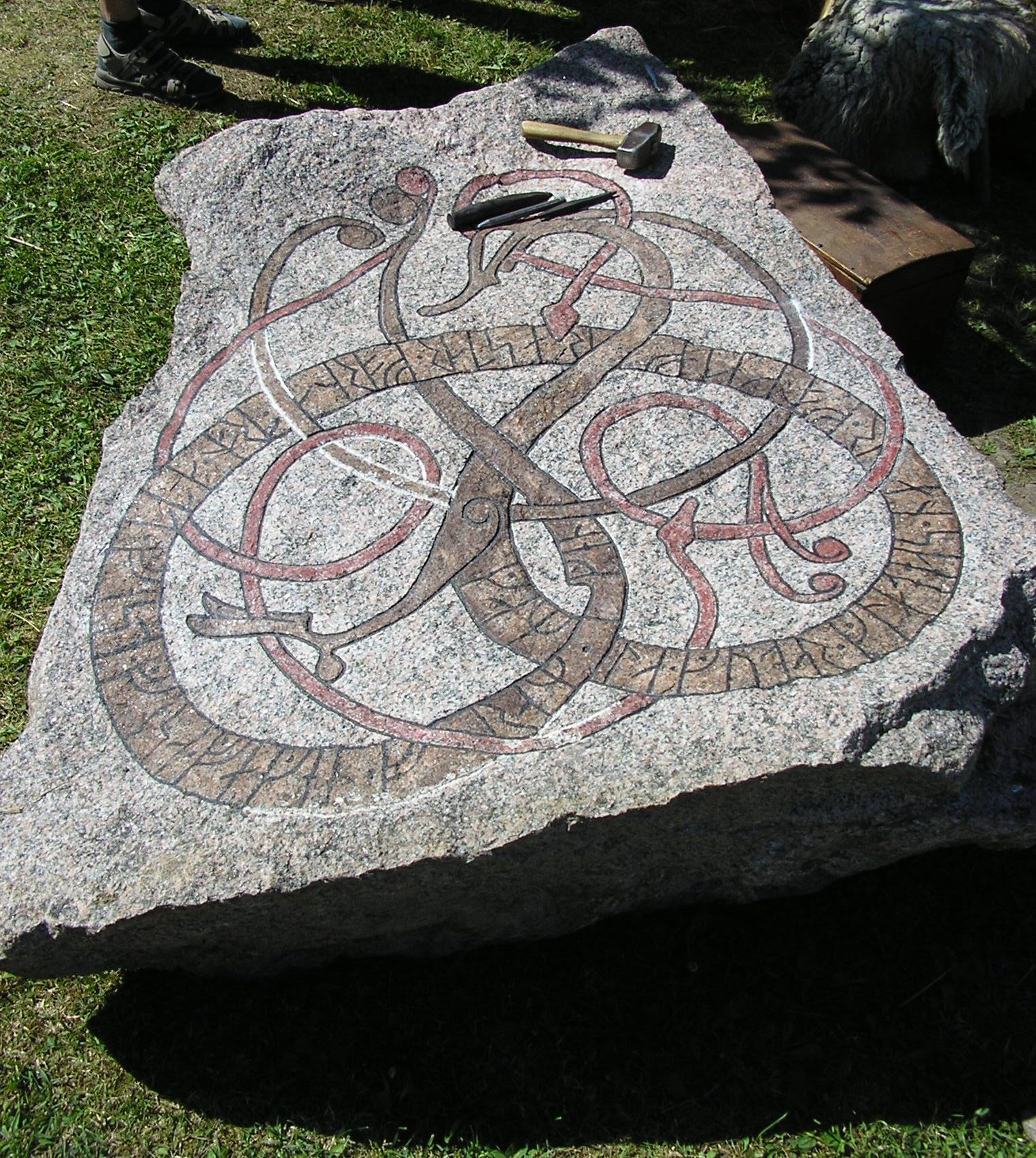
Moderner Runenstein bei der Herstellung
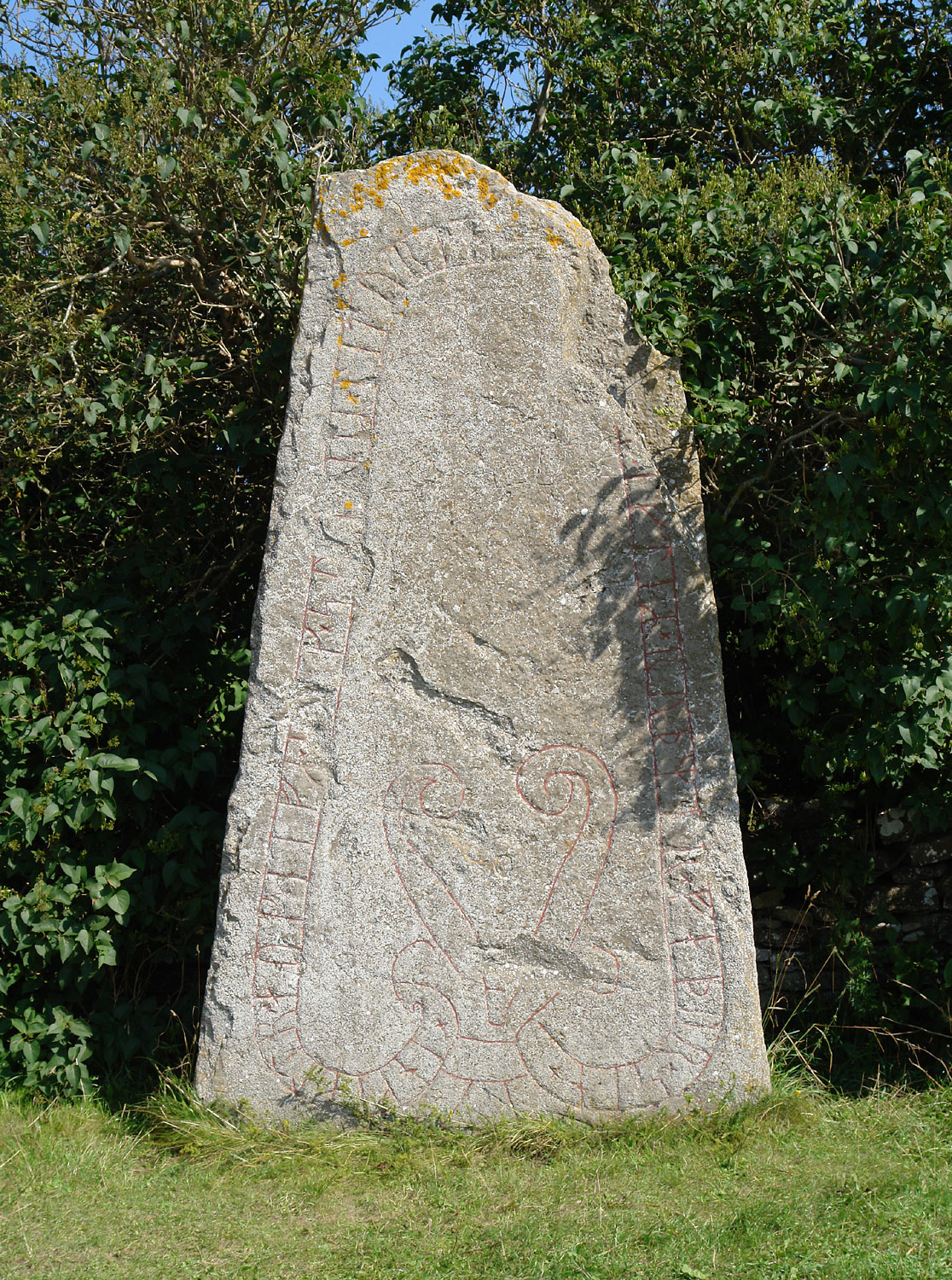
Der Runenstein von Seby ist mit 3 m der höchste auf Öland
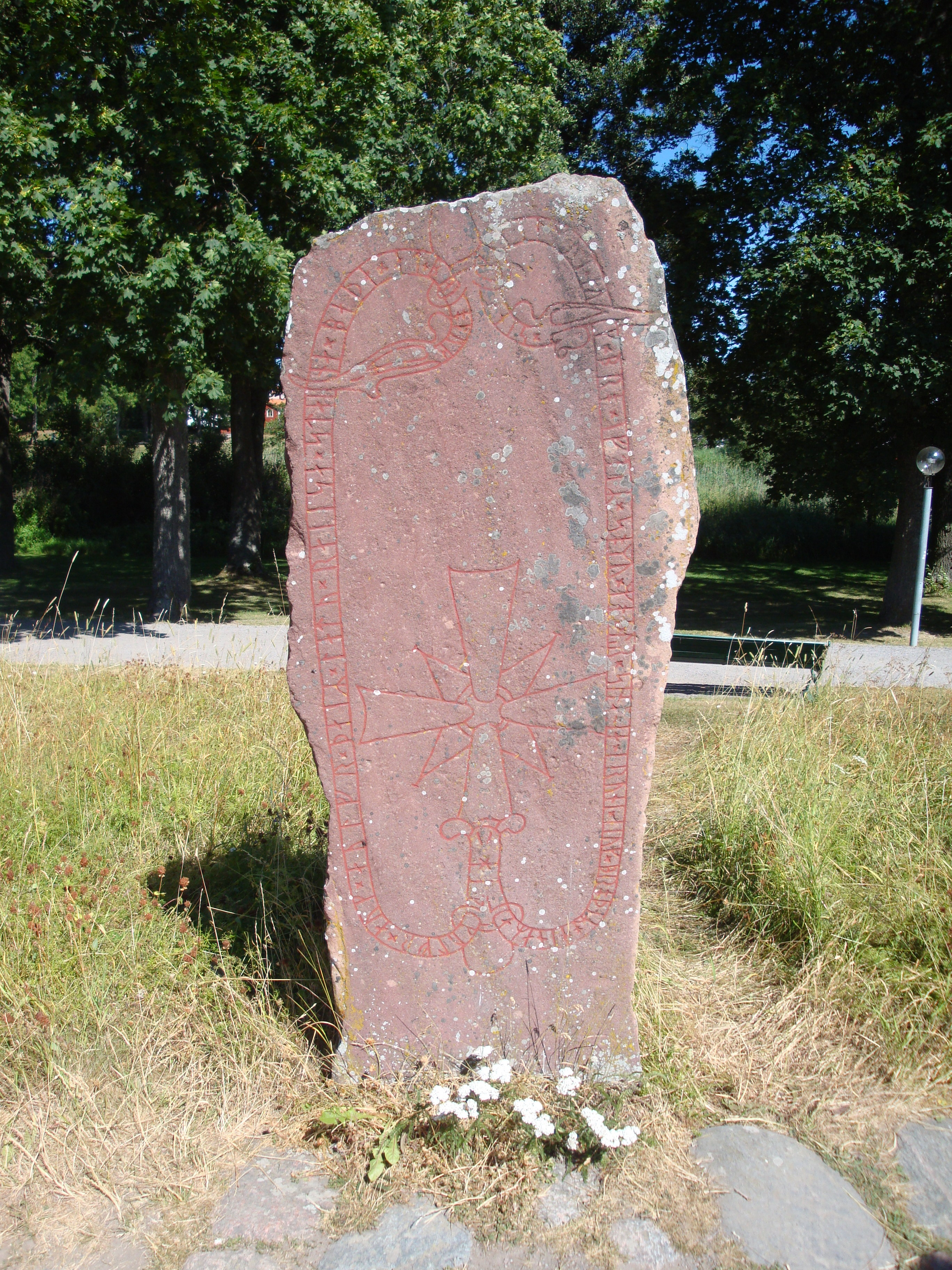
Linker Runenstein auf dem Weg zu Schloss Gripsholm
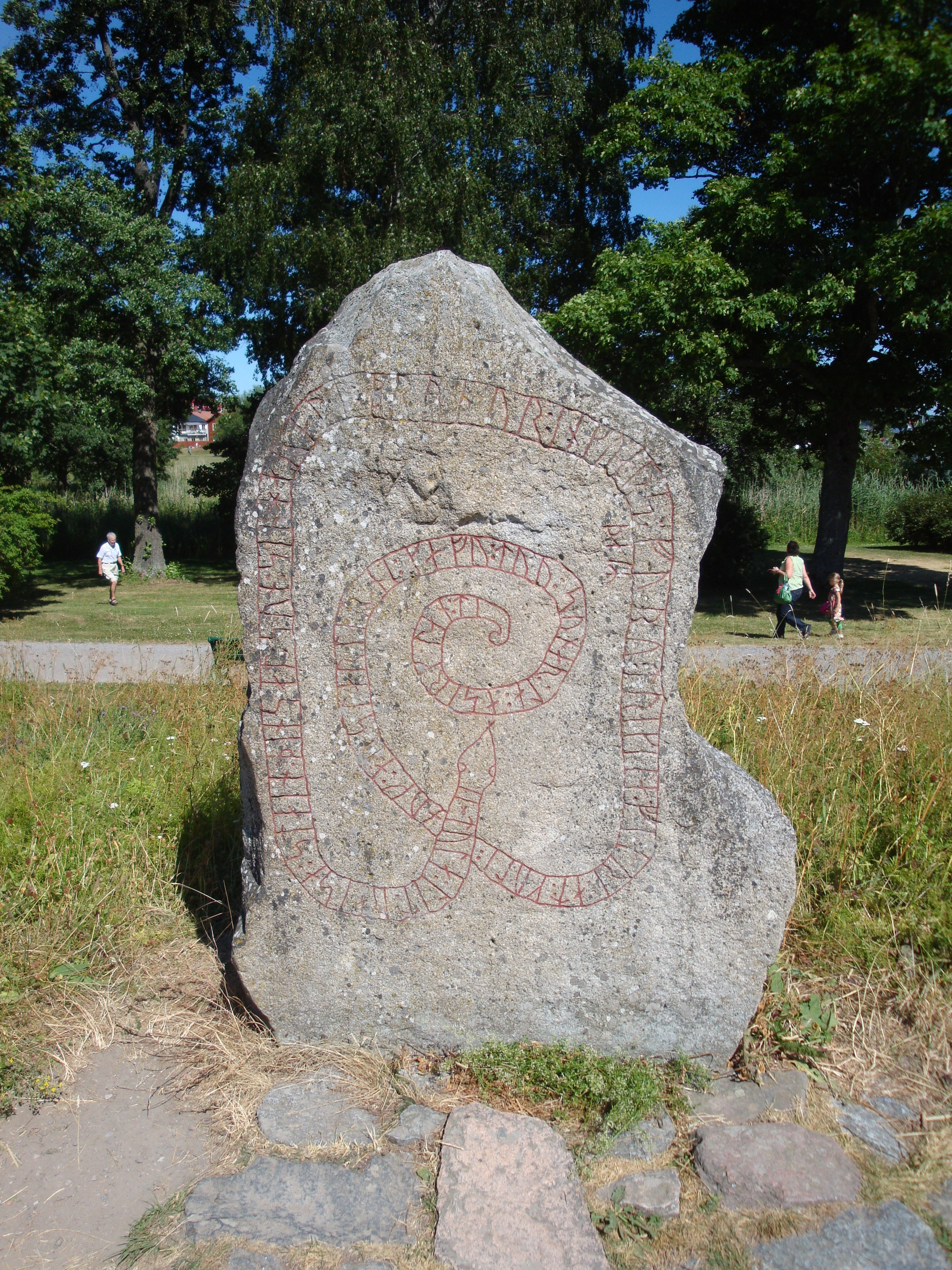
Rechter Runenstein auf dem Weg zu Schloss Gripsholm
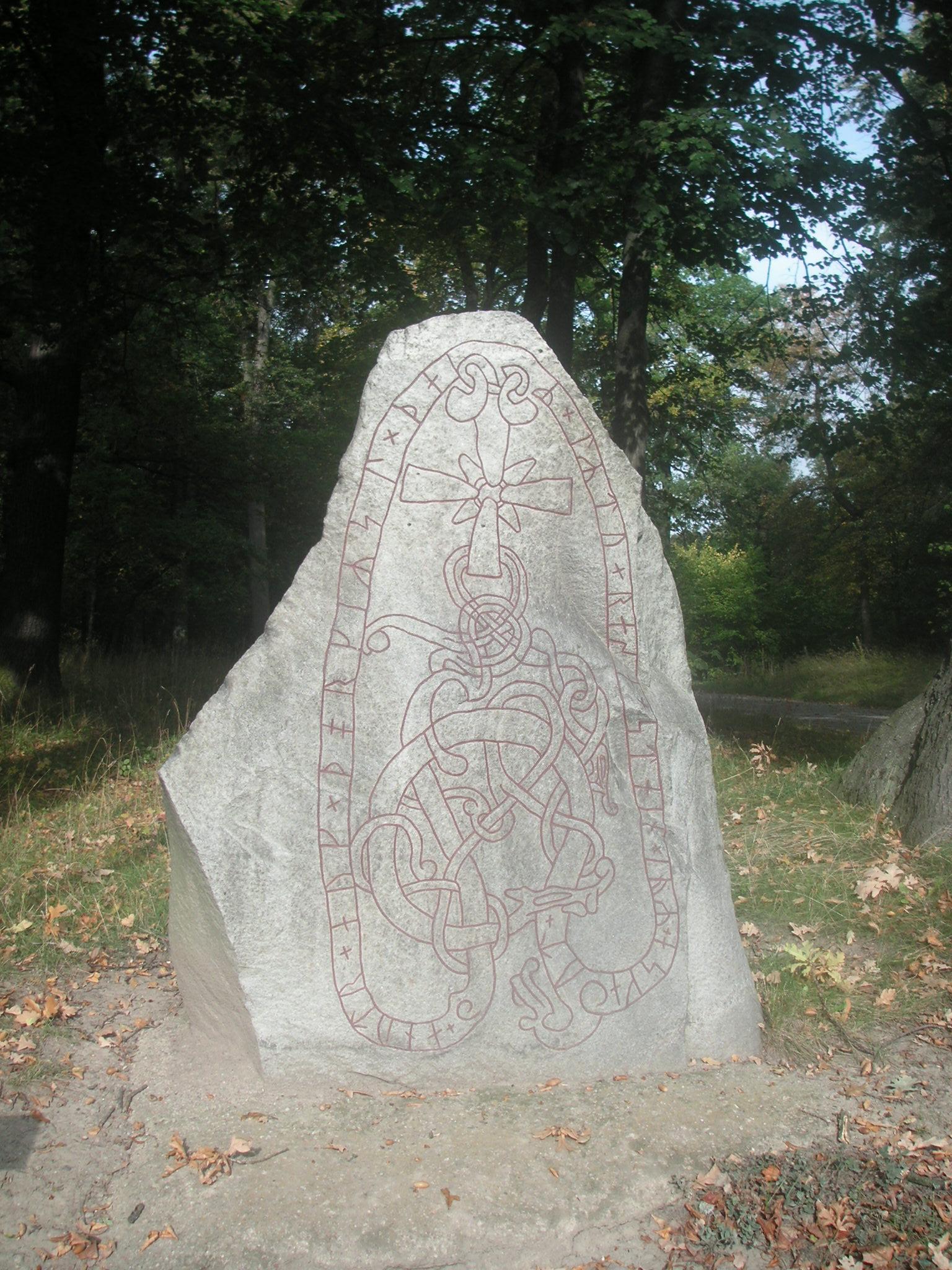
Runenstein am Schloss Karlberg